# 布萊尼卡峰

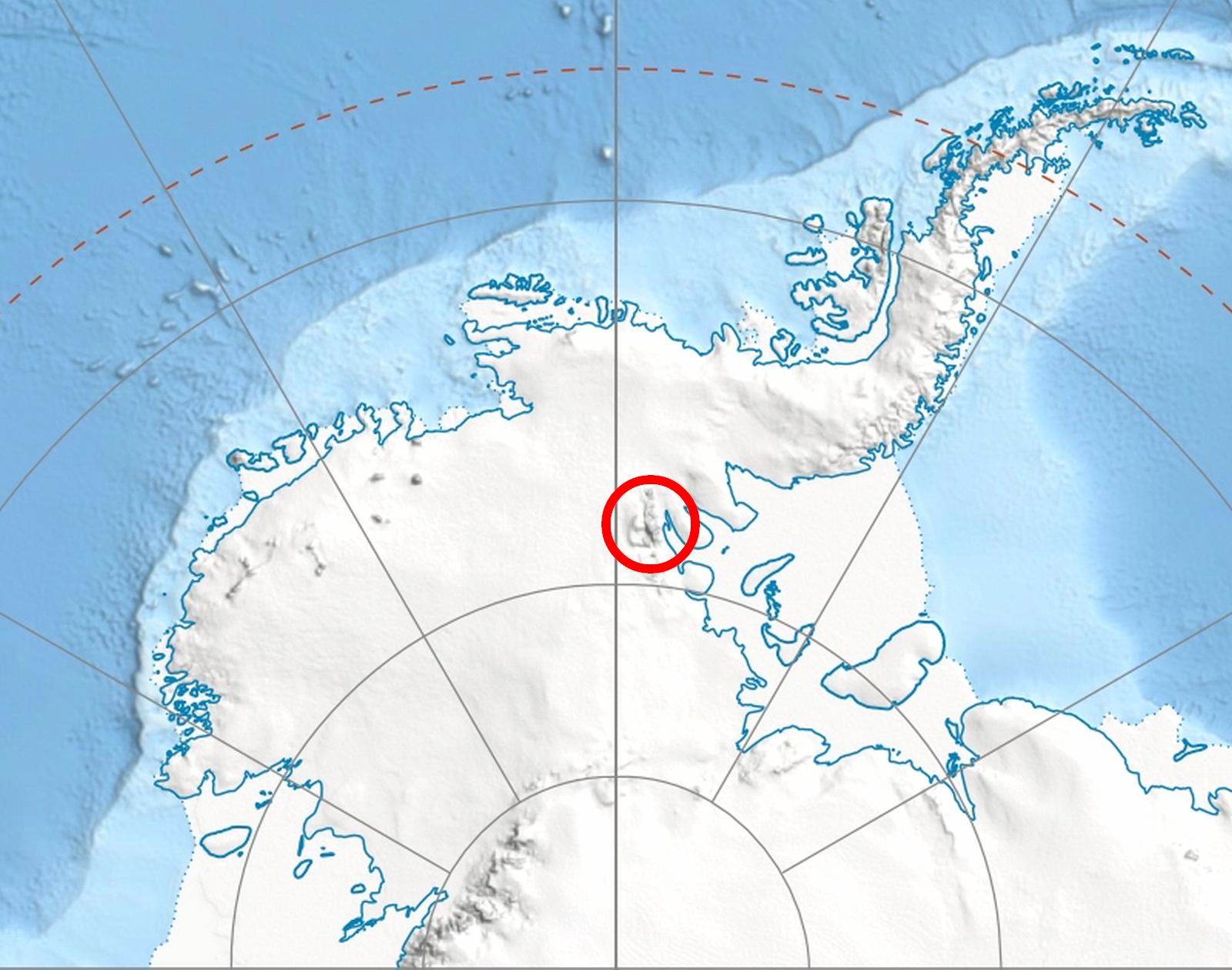

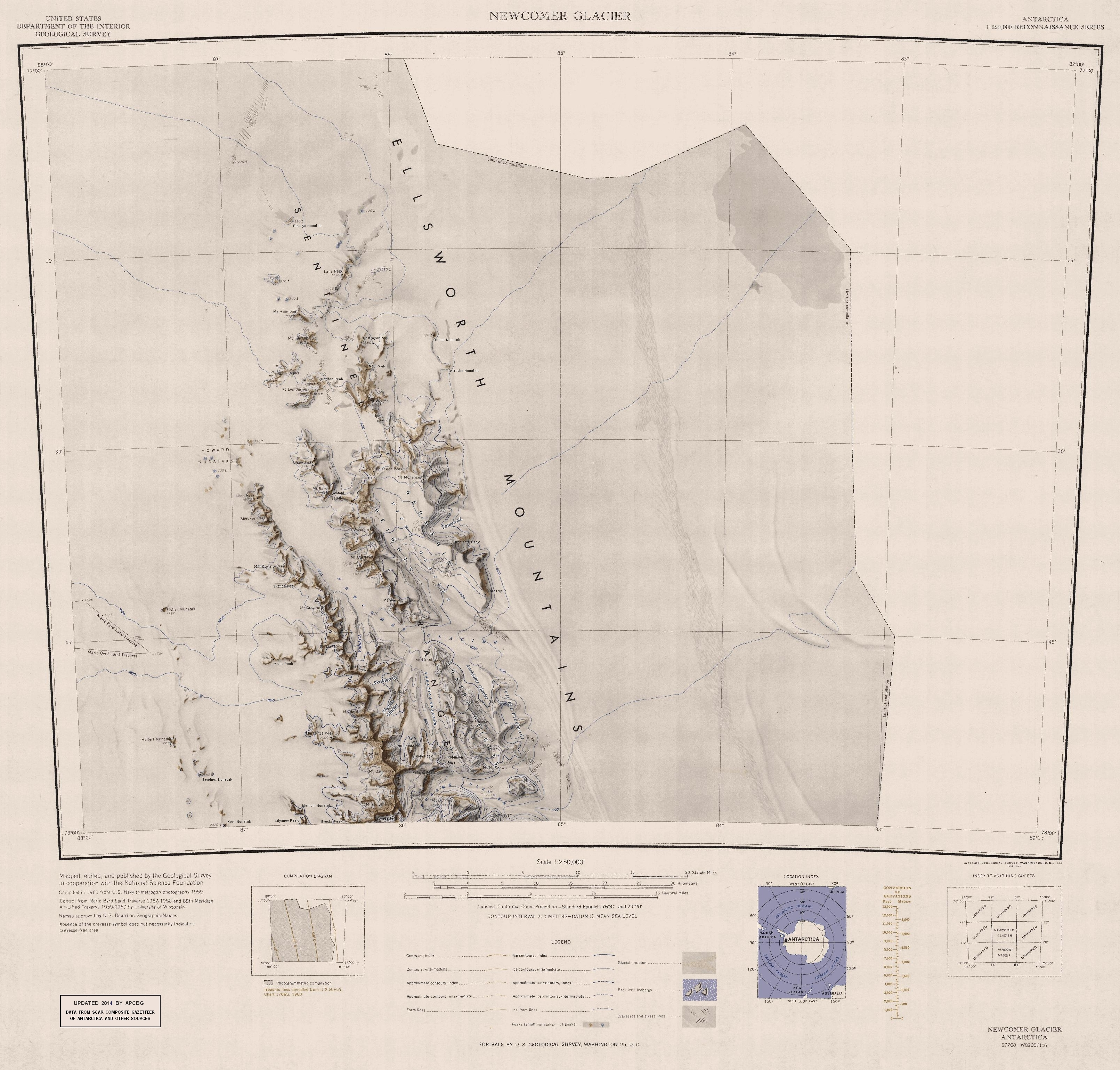

布萊尼卡峰（英語：Blenika Peak）是南極洲的山峰，座標77°52′01″S 86°03′02″W，位於埃爾斯沃思地，屬於埃爾斯沃思山脈中森蒂納爾嶺的一部分，海拔高度2,560米（8,400英尺），東南面是任達冰川，北面是斯卡克利亞冰川，以保加利亞南部鄉鎮命名，現時由南極條約體系管理。